# Луїса Касерес де Арісменді
Марія Луїза Касерес Діяс де Арісменді (ісп. Luisa Cáceres de Arismendi; 25 вересня 1799, Каракас — 28 червня 1866, Каракас) — дружина генерала Хуана Баутісти Арісменді, вшановується на Батьківщині як героїня венесуельської війни за незалежність.
Походила з освіченої креольської сім'ї. Де Арісменді вийшла заміж 4 грудня 1814 року у віці 15 років. У 1815 році, під час вагітності, була заарештована іспанською владою, яка сподівалася скористатися нею як інструментом тиску на чоловіка. У тюрмі зазнавала голоду і численних тортур, її донька померла невдовзі після народження, однак Марія Луїза не зрадила своїх ідей. Наприкінці 1816 року була депортована до Іспанії, де також відмовлялася зректися своїх республіканських поглядів і перебувала в ув'язненні в тяжких умовах. У 1818 році з допомогою англійського моряка спромоглася на втечу і попрямувала спершу до Сполучених Штатів Америки. Згодом жила в Каракасі до кінця життя, народила одинадцять дітей, брала активну участь у політичному житті країни та була дуже авторитетною фігурою.
На знак визнання її боротьби за незалежність Венесуели її останки поховані в Національному пантеоні в 1876 році — вона стала першою жінкою, що удостоєна цієї честі.
Її статую було встановлено на площі, названій на її честь, у невеликому містечку Ла-Асунсьйон, де вона вінчалася.
У сучасному Каракасі є Інститут Луїси Касерес де Арісменді.
Зображена на банкноті в 20 Боліварів, яку введено в обіг 20 вересня 2010 року.